# Livets aften
Livets aften (russisk: И жизнь, и слёзы, и любовь) er en sovjetisk spillefilm fra 1983 af Nikolaj Gubenko.

## Medvirkende
- Zjanna Bolotova som Varvara
- Jelena Fadejeva som Serbina
- Fjodor Nikitin som Pavel Andrejevitj
- Pjotr Sjjerbakov som Fedot Fedotovitj
- Sergej Martinson som Jegosjkin